# Schloss Mühlwang

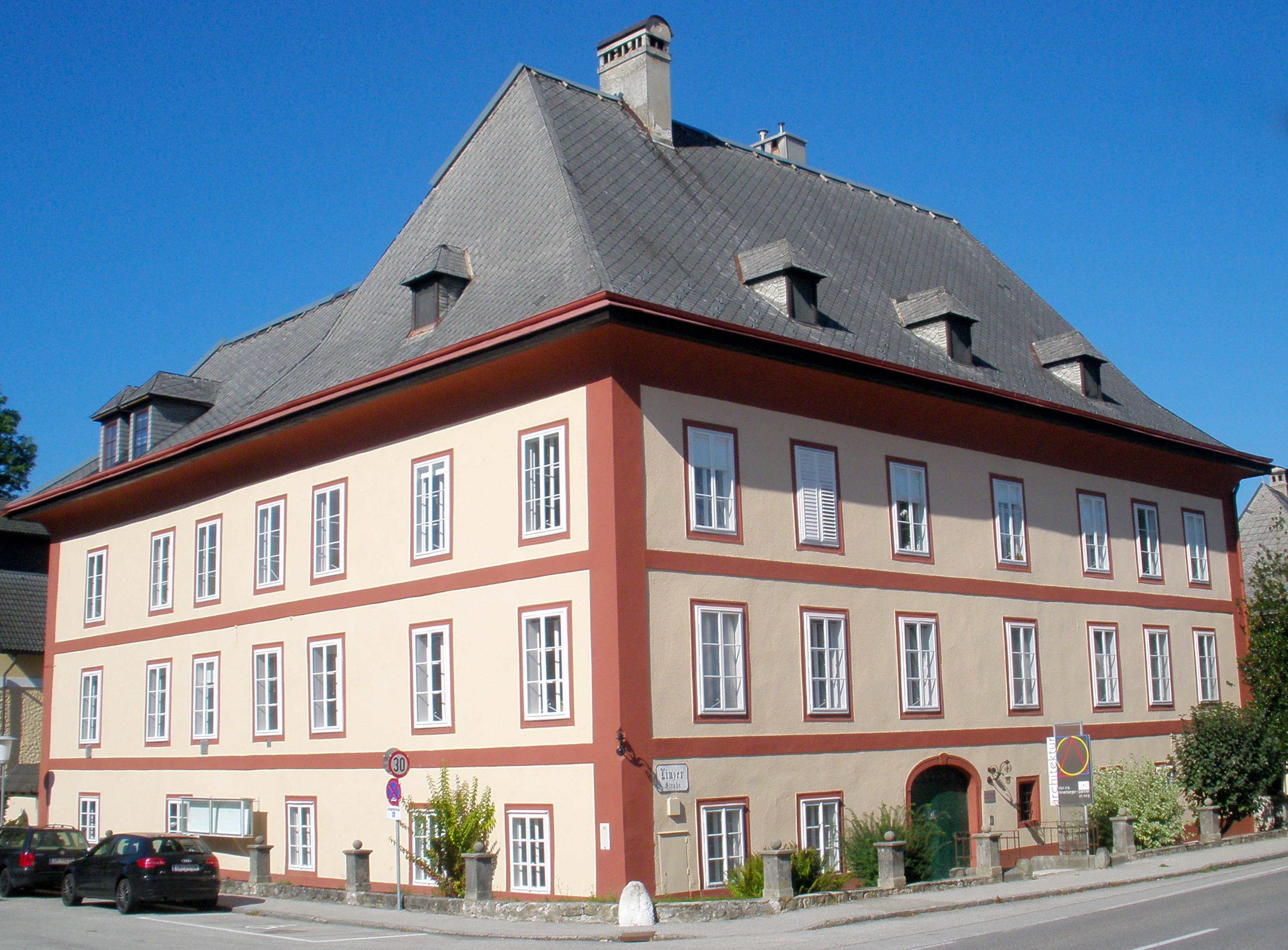
Schloss Mühlwang

Das Schloss Mühlwang liegt in der Gemeinde Gmunden im Bezirk Gmunden von Oberösterreich (Linzer Straße 61).

## Geschichte
Dieser Stammsitz der Mühlwanger aus Steyr wird erstmals 1305 mit Herbort dem Muhlbanger erwähnt. Die Mühlwanger waren Dienstmannen der Herren von Ort. Das Lehen war zuerst durch die Wallseer und dann durch den Landesfürsten vergeben. Der letzte Mühlwanger starb um 1500. Nachfolger wurde Wolfgang Zollner. Nach dessen Tod im Jahr 1528 fiel das heimgefallene Lehen an die Hofkammer, wobei Kaiser Ferdinand I. den Besitz an Hans Hofmann von Grünpichl verlieh. 1576 kaufte Jobst Schmidttauer den Freiherren Friedrich und Ferdinand von Grünpichl die Herrschaft Mühlwang ab. 1608 wurde Maximilian Hacklberger von Höhenberg auf Weyer durch Kaiser Rudolf II. mit Mühlwang belehnt. Dieser verkaufte das Schloss 1614 an den Gmundner Bürger Leopold Pötsch, wodurch Mühlwang vorübergehend seine adeligen Freiheiten verlor. 1622 ging Mühlwang als „freies Erb“ an den Rentmeister Raphael Fraunholzer aus Steyr. Ihm folgte 1628 auf dem Erbweg Benedikt Fasold, Verweser zu Ebensee. 1646 kam der Besitz an dessen Sohn Johann Baptist Fasold.

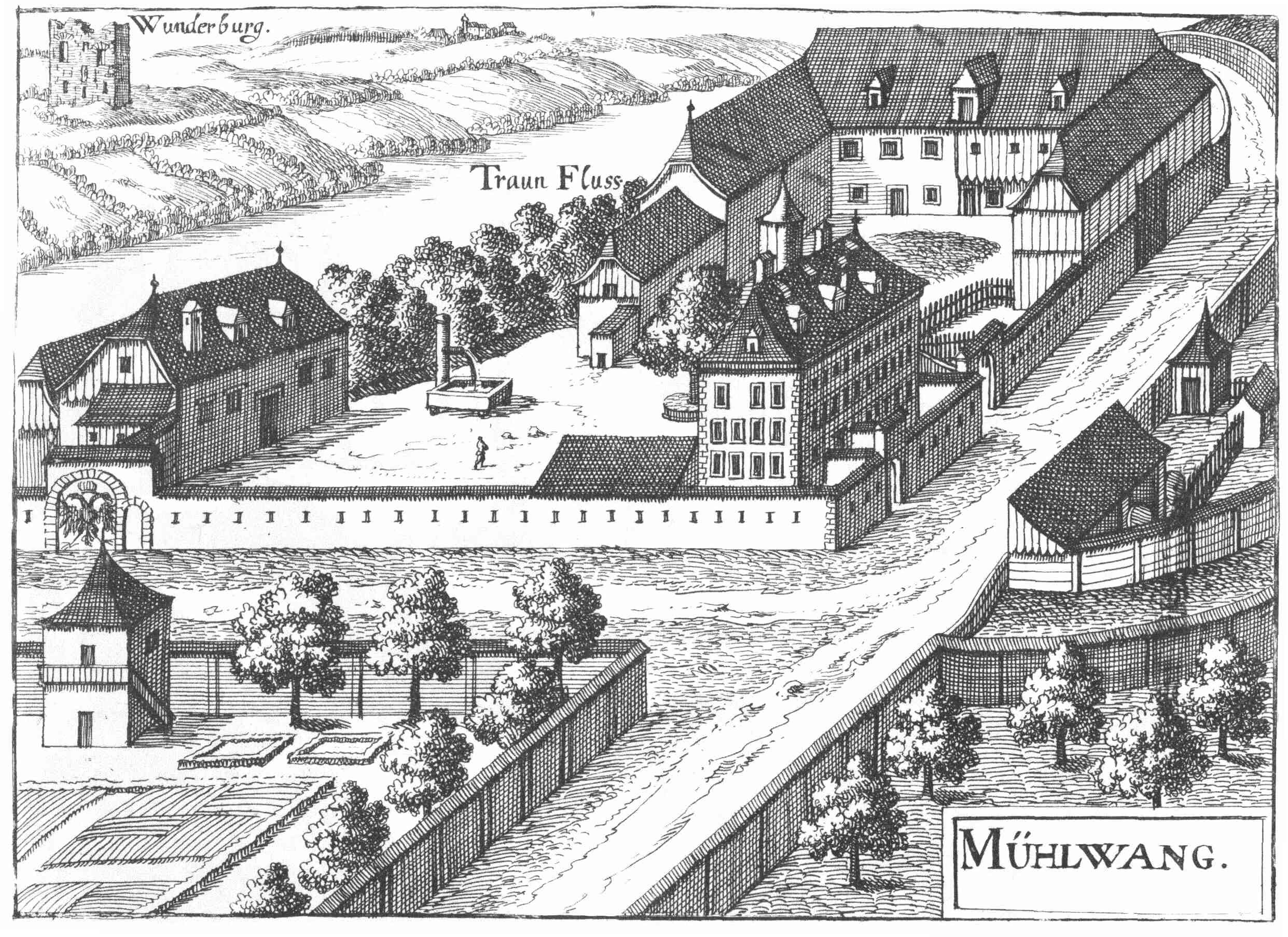
Schloss Mühlwang, Stich von Georg Matthäus Vischer, 1674

1662 wurde Mühlwang durch Kaiser Leopold I. wieder zu einem „Land- und befreyten adeligen Gut“ erhoben. Zugleich wurde das Privileg ausgesprochen, Tavernen, ein Brauhaus, Mühlen und  Schmieden zu erbauen. 1684 wurde Mühlwang an den Salzamtmann Freiherr Georg Ehrenreich von Schifer veräußert. 1695 kaufte Johann Emmerich Graf von Seeau Mühlwang vom Sohn des Schifers. 1724 wurde es an Karl Josef Ritter von Frey verkauft und von dessen Familie 1817 an Joseph Solterer zu Au. Im Jahr 1826 umfasste die Herrschaft Mühlwang 318 behauste und 252 Überländ-Untertanen. Der Amtssitz befand sich im Schloss Mühlwang. Von den Solterschen Erben ging der Besitz 1868 an Karl Klusemann. Dieser errichtete ab 1873 im südlichen Bereich des Parkes (der bis zur heutigen Ecke Mühlwangstrasse/Kliemsteinstrasse reichte) eine Villa nach den Plänen des Wiener Architekten Hermann Wehrenfenning (Villa Klusemann – heute ist dort die Landesmusikschule untergebracht). Von den Erben Klusemanns ging Mühlwang 1901 an Herzog Ernst August von Cumberland. Seine Nachkommen trennten sich in der zweiten Hälfte des 20. Jahrhunderts wieder von Mühlwang.

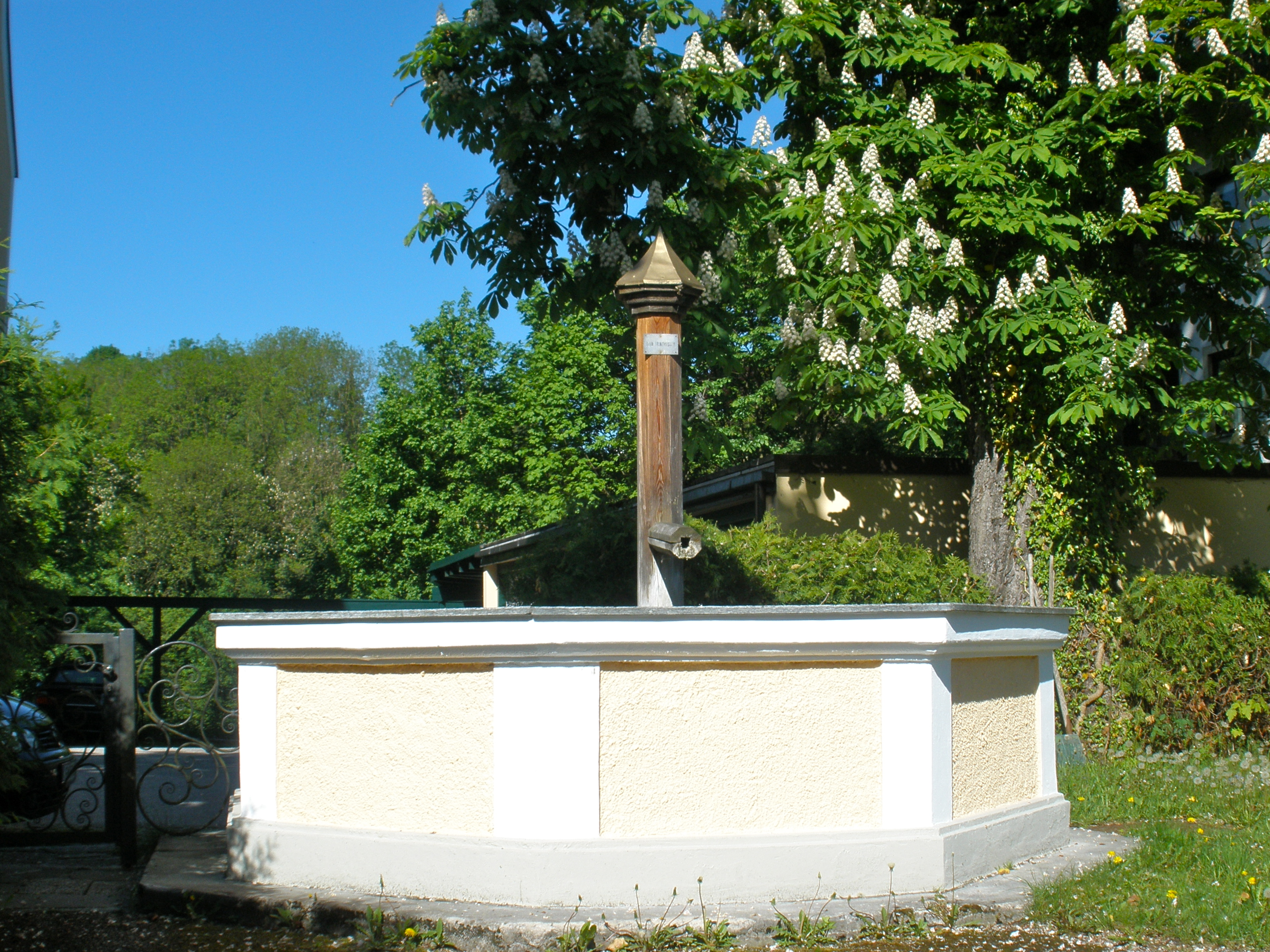
Brunnen beim Schloss

Um das Schloss rankt sich die Sage von dem heiligen Brunnen in Gmunden.

## Schloss Mühlwang heute
Unter den Grünpichls ist Mühlwang im 16. Jahrhundert von einer Burg zum gegenwärtigen Schloss umgebaut worden. Unter Karl Josef von Frey wurde im 18. Jahrhundert an den Westtrakt des Schlosses ein Vordertrakt mit niedrigem Dach angebaut.
Mühlwang ist somit ein zweiflügeliger und dreigeschoßiger Bau, gedeckt von einem abgewalmten Mansarddach. Der Bau ist durch Faschen und Lisenen farblich gegliedert. Der rechte Flügel besitzt einen Laubengang mit einer steinernen Mittelsäule. Er ist mit dem traunseitigen Trakt durch eine Mauer verbunden. Im Hof steht ein alter steinerner Brunnen.
Lange war im Neben-Gebäude (heute: Linzerstrasse 59) eine Gastwirtschaft untergebracht. Heute besitzen das Schloss samt Nebengebäude private Eigentümer und die Gebäude sind in Wohnungen aufgeteilt. Auch das Schloss Mühlwang wurde touristisch genutzt, es befanden sich darin zum Beispiel eine Kochschule sowie ein Seminarzentrum.